# Buckelkäfer
Der Buckelkäfer (Gibbium psylloides), als Schädling besser unter dem Namen  Kugelkäfer bekannt, gehört zur Familie der Nagekäfer (Ptinidae). Er ist weltweit verbreitet, tritt jedoch nur sporadisch auf, dann aber oft in großen Mengen. Er ist vor allem durch sein häufig massenhaftes Auftreten in Altbauten bekannt geworden.

## Merkmale

### Käfer
Auffällig und damit auch namensgebend ist seine kugelrunde Form. Die Körperlänge der erwachsenen Tiere beträgt 1,9 bis 3,4 Millimeter. Die Flügeldecken sind glänzend glatt und bräunlich bis rot gefärbt. Der Käfer besitzt lange, 11-gliedrige Fühler, Beine und die Bauchseite sind dicht behaart. Die Kopfseiten unterhalb der kleinen Augen sind bis unter den Vorderrand des Halsschildes gerieft. Die Käfer sind fluguntüchtig und leben ca. ein Jahr, wobei die männlichen Tiere auch wesentlich älter werden können.

### Eier
Die Eier sind weiß und von ovaler Form und messen etwa 0,6 × 0,5 Millimeter. Sie besitzen eine klebrige Oberfläche. Die Eier werden in Gelegen von bis zu 200 Stück abgelegt.

### Larve
Die Larven sind weiß und bis 3,5 Millimeter lang. Die Gesamtentwicklungszeit vom Ei (Ablage) bis zur Larve (Verpuppung) beträgt ca. drei Monate und beinhaltet vier Larvenstadien.

## Lebensweise
Sowohl die Larven als auch die erwachsenen Käfer ernähren sich von (meist trockenen) tierischen und pflanzlichen Überresten und Früchten (vor allem Getreide), aber auch von Textilien, Wolle und toten, vertrockneten Insekten. Die Käfer können Trockenheit zwar gut vertragen, suchen aber bevorzugt feuchte Orte auf. Die Käfer kommen vor allem in Altbauten mit dunklen, feuchten, abgeschlossenen Gebäudeelementen vor. Es werden alte Lagerhäuser, Bäckereien, Komposthaufen, Vogelnester und Ähnliches genutzt.
Vor allem in älteren Häusern mit Holzbalkendecken und Hohlraumfüllungen treten sie oft sehr häufig auf. Gerade nach Sanierungen oder Renovierungen von Wohnräumen kann es zu verstärkten Wanderungsbewegungen kommen. Die Käfer sind vielerorts unliebsame Mitbewohner der Menschen, die durch ihr Auftreten in großen Mengen durchaus zu Beeinträchtigungen der Wohnqualität führen können.

## Schadenspotential
Der Buckelkäfer wird vom Schädlingsbekämpfer sowohl als Hygiene- wie auch als Materialschädling interpretiert. Durch ihr Auftreten in großen Mengen kann es zu massiven Beeinträchtigungen in der Wohnqualität kommen. Es werden aber auch Nahrungsvorräte befallen und durch Rückstände verunreinigt. Es kann auch zu Schäden durch Nestbauaktivitäten kommen, bei denen anliegende Materialien wie Stoffe und Papier in Mitleidenschaft gezogen werden. Die Bekämpfung gilt als äußerst schwierig.